# Samsung Galaxy J1 Nxt
Il Samsung Galaxy J1 Nxt, o J1 mini (2016), è uno smartphone Android dual SIM di fascia bassa prodotto da Samsung, facente parte della serie Galaxy J.

## Caratteristiche tecniche

### Hardware
Il Galaxy J1 Nxt è uno smartphone con form factor di tipo slate, misura 126.6 x 63.1 x 10.8 millimetri e pesa 123 grammi.
Il dispositivo è dotato di connettività GSM, HSPA, di Wi-Fi 802.11 b/g/n con supporto a Wi-Fi Direct ed hotspot, di Bluetooth 4.0 con A2DP, di GPS con A-GPS e GLONASS e di radio FM. Ha una porta microUSB 2.0 ed un ingresso per jack audio da 3.5 mm.
Il Galaxy J1 Nxt è dotato di schermo touchscreen capacitivo da 4 pollici di diagonale, di tipo TFT con aspect ratio 5:3 e risoluzione 480 x 800 pixel (densità di 233 pixel per pollice). La batteria agli ioni di litio da 1500 mAh è removibile dall'utente.
Il chipset è uno Spreadtrum SC9830, con CPU quad-core formata da 4 Cortex-A7 a 1.2 GHZ e GPU Mali-400MP2. La memoria interna è di 8 GB, mentre la RAM è di 1 GB (768 MB nella versione J1 mini).
La fotocamera posteriore ha un sensore da 5 megapixel, dotato di flash LED, in grado di registrare al massimo video HD a 30 fotogrammi al secondo, mentre la fotocamera anteriore è VGA.

### Software
Il sistema operativo è Android, in versione 5.1 Lollipop.
Ha l'interfaccia utente TouchWiz.

## Varianti

### Galaxy J1 mini prime
A fine 2016 è stata presentata la variante Galaxy J1 mini prime, che differisce dal Nxt principalmente per la presenza di una versione con LTE ed Android Marshmallow di serie, nonché per il clock della CPU ad 1,5 GHz (anziché 1,2) nel modello J106F/DS. Il Galaxy J1 mini prime è stato commercializzato sia in versione con un singolo slot per la SIM che in versione dual SIM.